# ان‌جی‌سی ۸۹۱
ان‌جی‌سی ۸۹۱(به انگلیسی: NGC 891)یک کهکشان مارپیچی بدون میله در فاصله‌ای حدود ۳۰ میلیون سال نوری و در صورت فلکی زن برزنجیر است؛ و توسط ویلیام هرشل و در ۶ اکتبر ۱۷۸۴ کشف شد. این کهکشان عضو گروه ان‌جی‌سی ۱۰۲۳ از ابرخوشه محلی است؛ و هسته H II دارد.